# Equipe austríaca na Copa Billie Jean King
A equipe austríaca na Copa Billie Jean King representa a Áustria na Copa Billie Jean King, principal competição de tênis feminina por equipes do mundo. É administrada pela Austrian Tennis Federation.

## História
A Áustria competiu pela primeira vez em 1963. Seus melhores resultados foram as semifinais de 1990, 2002 e 2004.

## Última convocação
Para o qualificatório de 2023, entre 14 e 15 de abril:
- Julia Grabher
- Sinja Kraus
- Barbara Haas
- Tamira Paszek
- Melanie Klaffner